# Tre fratelli
Tre fratelli é um filme de drama italiano de 1981 dirigido e escrito por. Foi indicado ao Oscar de melhor filme estrangeiro na edição de 1982, representando a Itália.

## Elenco
- Philippe Noiret - Raffaele Giuranna
- Michele Placido - Nicola Giuranna
- Vittorio Mezzogiorno - Rocco Giuranna
- Andréa Ferréol - Raffaele's Wife
- Maddalena Crippa - Giovanna
- Rosaria Tafuri - Rosaria
- Marta Zoffoli - Marta
- Tino Schirinzi - Amigo de Raffaele
- Simonetta Stefanelli - Donato (jovem)
- Pietro Biondi - 1st Judge
- Charles Vanel - Donato Giuranna